# Kanton Cherbourg-Octeville-Sud-Ouest
Cherbourg-Octeville-Sud-Ouest is een voormalig kanton van het Franse departement Manche. Het kanton maakte deel uit van het arrondissement Cherbourg.
Het kanton heette oorspronkelijk Octeville en maakte sinds de oprichting in 1811 deel uit van het arrondissement Cherbourg, daarvoor was het onderdeel van het arrondissement Valognes. In 2000 fuseerde Octeville met Cherbourg tot Cherbourg-Octeville. Hierop werd ook het kanton hernoemd om de naam van de nieuwe hoofdplaats weer te geven.
Op 22 maart 2015 werd het kanton opgeheven en werd Cherbourg-Octeville opnieuw ingedeeld in de kantons Cherbourg-Octeville-1, -2 en -3. De overige gemeenten van het kanton werden opgenomen in het kanton Cherbourg-Octeville-3.

## Gemeenten
Het kanton Cherbourg-Octeville-Sud-Ouest omvatte de volgende gemeenten:
- Cherbourg-Octeville (deels), aanvankelijk Octeville (hoofdplaats)
- Couville
- Hardinvast
- Martinvast
- Saint-Martin-le-Gréard
- Tollevast